# Condado de Daoíz
El condado de Daoiz es un título nobiliario español concedido por la reina Isabel II a María del Rosario Daoiz y Torres, en memoria de su hermano Luis Daoiz, capitán de artillería.
Rosario Daoiz era la hermana de Luis Daoiz, uno de los héroes del levantamiento del 2 de mayo, muerto en 1808. Ambos pertenecían a una familia aristocrática, aunque carecían de título nobiliario propio.
El apellido Daoíz es originario de la localidad navarra de Aoiz, de donde era oriunda la familia paterna de Luis y Rosario.

## Listado de los condes de Daoiz
|                        | Titular                          | Periodo                |
| Creación por Isabel II | Creación por Isabel II           | Creación por Isabel II |
| ---------------------- | -------------------------------- | ---------------------- |
| I                      | María del Rosario Daoíz y Torres | 1852 – 1855            |
| II                     | Antonio Villalón y Daoíz         | 1855 – 1875            |
| III                    | Antonio Villalón y Villalón      | 1875 – 1908            |
| IV                     | Aurora Villalón-Daoíz            | 1908 – 1972            |
| V                      | Aurora Alonso Villalón-Daoíz     | 1972 – 2008            |
| VI                     | María Teresa Prats Moreno        | 2008 – "actual"        |

- Datos: Q5781535